# Diccionario crítico etimológico de la lengua castellana
(Luis Agustín)

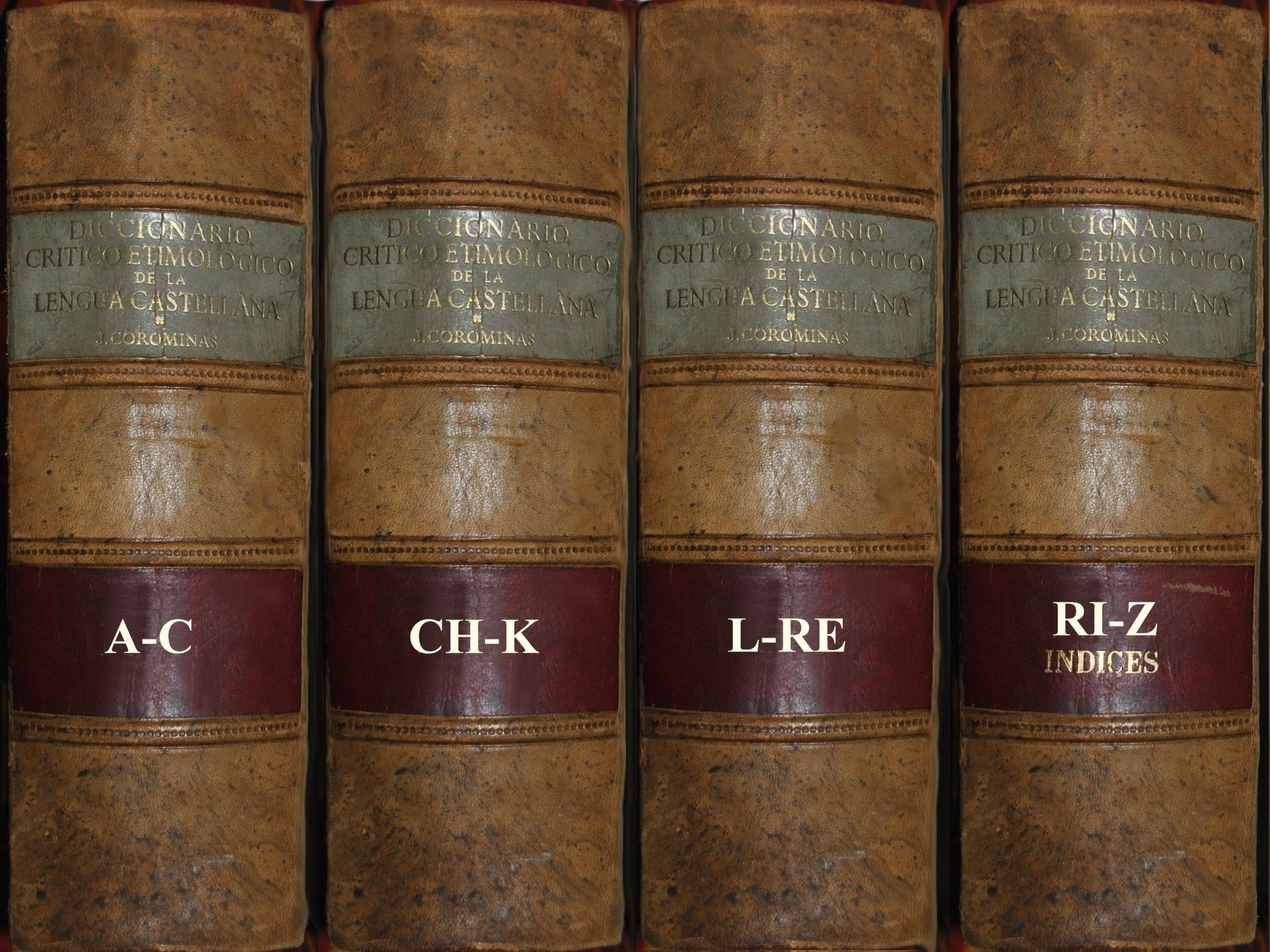
Diccionario crítico etimológico de la lengua castellana, in 4 volumi (Editorial Francke, 1954)

El Diccionario crítico etimológico de la lengua castellana (in italiano: Il dizionario critico etimologico della lingua spagnola) è un dizionario etimologico realizzato dal filologo catalano Joan Corominas (1905-1997) e pubblicato per la prima volta a Berna per la Editorial Francke nel 1954.
A questa macro-opera bisogna aggiungere il Breve diccionario etimológico de la lengua castellana (Breve dizionario etimologico della lingua castigliana), in un solo volume e l'anno successivo il Diccionario crítico etimológico castellano e hispánico (Dizionario critico etimologico spagnolo e ispanico)
Ancora oggi è un'opera di riferimento nell'ambito della filologia romanza. L'opera di Corominas fu riconosciuta con i massimi onori dalla società civile spagnola come il Premio Nacional de las Letras Españolas nel 1989.